# 김민희 (만화가)
김민희(1975년 8월 5일 ~ )는 대한민국의 만화가다. 2002년 단편 〈그 형에 그 아우〉로 데뷔하였다. 대표작 《르브바하프 왕국 재건설기》는 2007년 동명의 애니메이션으로 만들어져 문화방송에서 방영되었다. 2012년 만화잡지 《윙크》에서 《젤리장수 다로》를 완결했다. 2014년 현재 《카카오페이지》에서 웹툰을 연재 중이다.

## 작품 목록

### 단편
| 작품명                           | 잡지 게재            | 책             | 특징                   |
| -------------------------------- | -------------------- | -------------- | ---------------------- |
| 〈그 형에 그 아우〉              | 《sugar》2002년 12월 | 수록된 바 없음 | 데뷔작                 |
| 〈리얼 로즈〉                    | 《sugar》2003년 2월  | 수록된 바 없음 |                        |
| 〈그래도 난 너의 베스트 프렌드〉 | 《윙크》2007.03.15   | 수록된 바 없음 | 《강특고 아이들》 연작 |
| 〈너만 사랑하면 돼〉             | 《윙크》2007.06.01   | 수록된 바 없음 | 《강특고 아이들》 연작 |

### 장편
| 작품명                       | 잡지 연재                        | 책                       | 특징                           |
| ---------------------------- | -------------------------------- | ------------------------ | ------------------------------ |
| 《르브바하프 왕국 재건설기》 | 《SUGAR》(슈가) 2003년 ~ 2004년  | 2003년 서울문화사 전3권  | 2003년 독자만화대상 신인상 2위 |
| 《풀의 꽃》                  | 웹진《SUGAR》 2005년 ~ 2007년    | 2006년 서울문화사 전2권  |                                |
| 《강특고 아이들》            | 《윙크》 2007년 ~ 2010년         | 2007년 서울문화사 전7권  |                                |
| 《젤리장수 다로》            | 《윙크》 2010년 ~ 2012년         | 2012년 서울문화사 전5권  |                                |
| 《크레이지 덴티스트》        |                                  | 2013년 서울 문화사 전1권 |                                |
| 웹툰《미드나잇 파트너》      | 《카카오페이지》 2014년 ~ 2016년 |                          |                                |
| 웹툰《늑대가 되는 법》       | 《네이버시리즈》2021년           |                          |                                |
| 웹툰《붉고 푸른 눈》         | 《카카오페이지》2021년 ~ 2023년  |                          |                                |

## 출판 목록
- 《르브바하프 왕국 재건설기》

1권, 2003년 12월 20일, 서울문화사, ISBN 89-532-4750-0
2권, 2004년 5월 20일, 서울문화사, ISBN 89-532-5199-0
3권, 2004년 12월 20일, 서울문화사, ISBN 89-532-5834-0
- 《풀의 꽃》

1권, 2006년 7월 10일 초판발행, 서울문화사, ISBN 89-532-7239-4
2권, 2007년 4월 20일 초판발행, 서울문화사, ISBN 89-532-7314-6 {{isbn}}의 변수 오류: 유효하지 않은 ISBN.
- 《강특고 아이들》

1권, 2007년 12월 15일 초판발행, 서울문화사, ISBN 978-89-532-8289-6
2권, 2008년 3월 31일 초판발행, 서울문화사, ISBN 978-89-532-8467-8
3권, 2008년 8월 30일 초판발행, 서울문화사, ISBN 978-89-532-8856-0
4권, 2009년 1월 29일 초판발행, 서울문화사, ISBN 978-89-263-0538-6
5권, 2009년 7월 31일 초판발행, 서울문화사, ISBN 978-89-263-0716-8
6권, 2010년 1월 25일 초판발행, 서울문화사, ISBN 978-89-263-0947-6
7권, 2010년 5월 25일 초판발행, 서울문화사, ISBN 978-89-263-1561-3
- 《젤리장수 다로》

1권, 2010년 11월 30일 초판발행, 서울문화사, ISBN 978-89-263-1745-7
2권, 2011년 3월 30일 초판발행, 서울문화사, ISBN 978-89-263-1849-2
3권, 2011년 7월 30일 초판발행, 서울문화사, ISBN 978-89-263-1953-6
4권, 2012년 1월 30일 초판발행, 서울문화사, ISBN 978-89-263-2901-6
5권, 2012년 6월 25일 초판발행, 서울문화사, ISBN 978-89-263-3126-2

## 수상
- 2003년 독자만화대상 신인상 2위《르브바하프 왕국 재건설기》[2]